# Шарран
Шарран (араб. شران‎) — деревня на северо-западе Сирии, расположенная на территории мухафазы Халеб. Входит в состав района Африн. Является административным центром одноимённой нахии.

## Географическое положение
Деревня находится в северо-западной части мухафазы, вблизи границы с Турцией, на высоте 539 метров над уровнем моря.

Шарран расположен на расстоянии приблизительно 45 километров к северо-северо-западу (NNW) от Халеба, административного центра провинции и на расстоянии 345 километров к северо-северо-востоку (NNE) от Дамаска, столицы страны.

## Население
По данным официальной переписи 2004 года численность населения деревни составляла 2596 человек.